# Dreitorspitze
Il Dreitorspitze è un massiccio montuoso a più cime, possente ed estremamente pronunciato, sito nella parte orientale dei Monti del Wetterstein. Si trova lungo la linea di confine tra l'Austria (Tirolo) e la Germania (Baviera).

## Caratteristiche
Viene suddiviso nel Dreitorspitze di Partenkirchen (2633 m) e di Leutasch (2682 m), che vantano entrambi parecchie cime. La cima più alta del quarto massiccio montuoso tedesco per altitudine è il Dreitorspitze di Leutasch, denominato anche Karlspitze.
Il Dreitorspitze segna il punto in cui la catena principale del Wetterstein devia dalla propria direzione principale ovest-est per ritornarvi subito dopo. A est del Dreitorspitze si trova un altipiano (la Karsthochfläche dell'altopiano del Leutasch), paragonabile all'altopiano alla base del Zugspitze.

## Prime ascensioni
Le prime ascensioni al massiccio sono le seguenti:
- 1854 - K. Kiendl, J. Grasegger -  alla cima occidentale del Dreitorspitze di Partenkirchen
- 1870 - Hermann von Barth - attraversamento del Mittelgipfel
- 1871 - Hermann von Barth - Dreitorspitze di Leutasch

## Alpinismo
Alla cima ovest del Dritorspitze di Partenkirchen conduce un'agile via ferrata assicurata con cavi metallici che prende il nome dal famoso scopritore delle Alpi Nordorientali, Hermann von Barth. Tutte le altre cime sono riservate agli scalatori. Una ascesa si compie normalmente con un tour di due giorni e prevede il pernottamento alla Meilerhütte; un tour di una sola giornata richiede un'elevata preparazione fisica.
- Località a valle: Partenkirchen (Germania), Leutasch (Austria), Mittelwald (Germania)
- Punti d'appoggio: Meilerhütte, sotto la sezione della Deutscher Alpenverein di Garmisch-Partenkirchen

## Galleria d'immagini

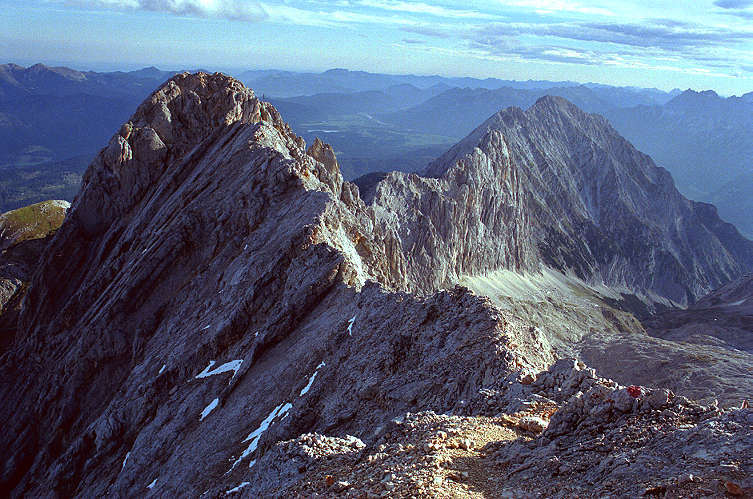
Vista dalla cima occidentale del Dreitorspitze verso la cima mediana e settentrionale e il MusterStein
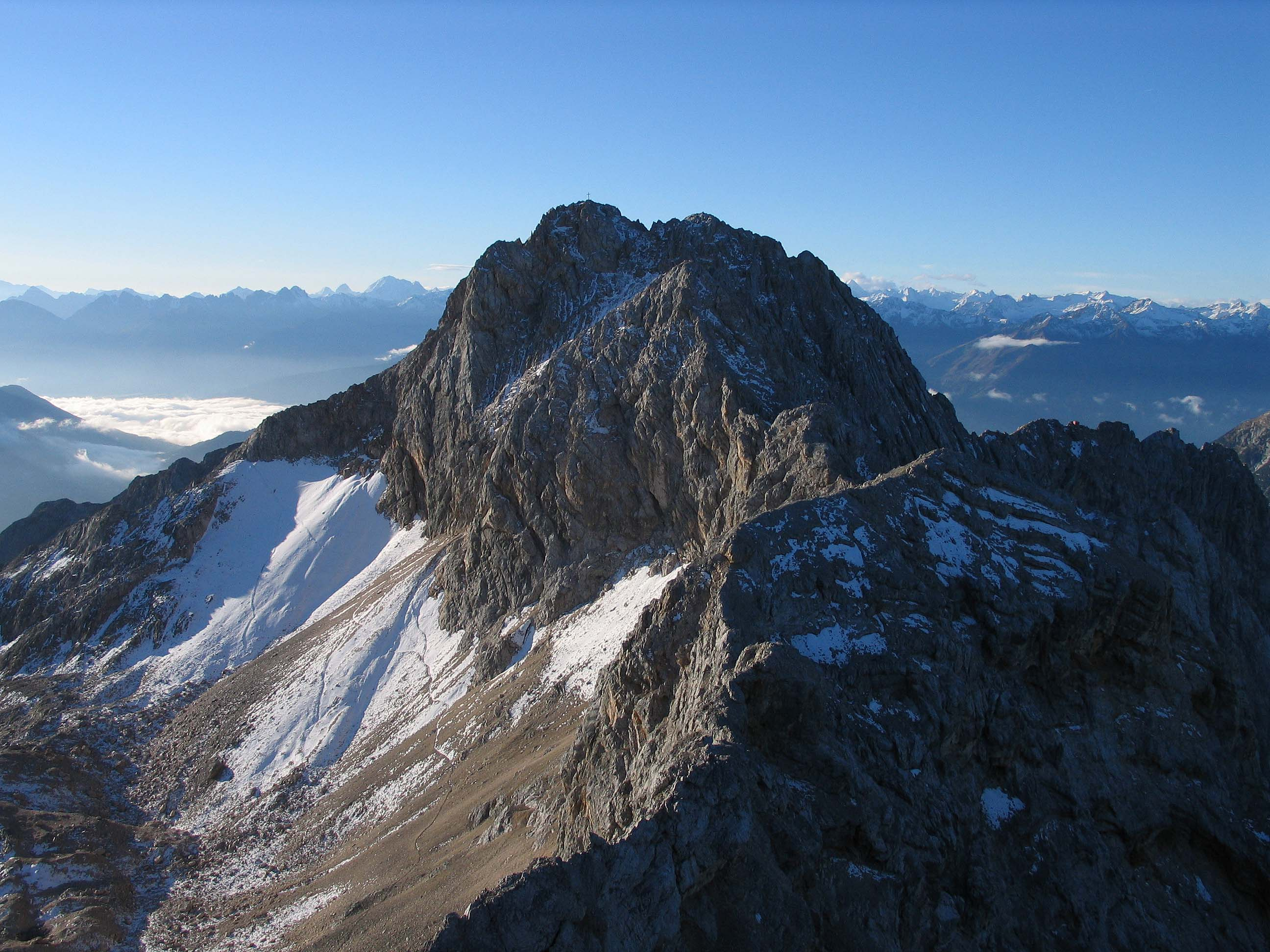
Il Dreitorspitze di Leutasch dal Dreitorspitze di Partenkirchen
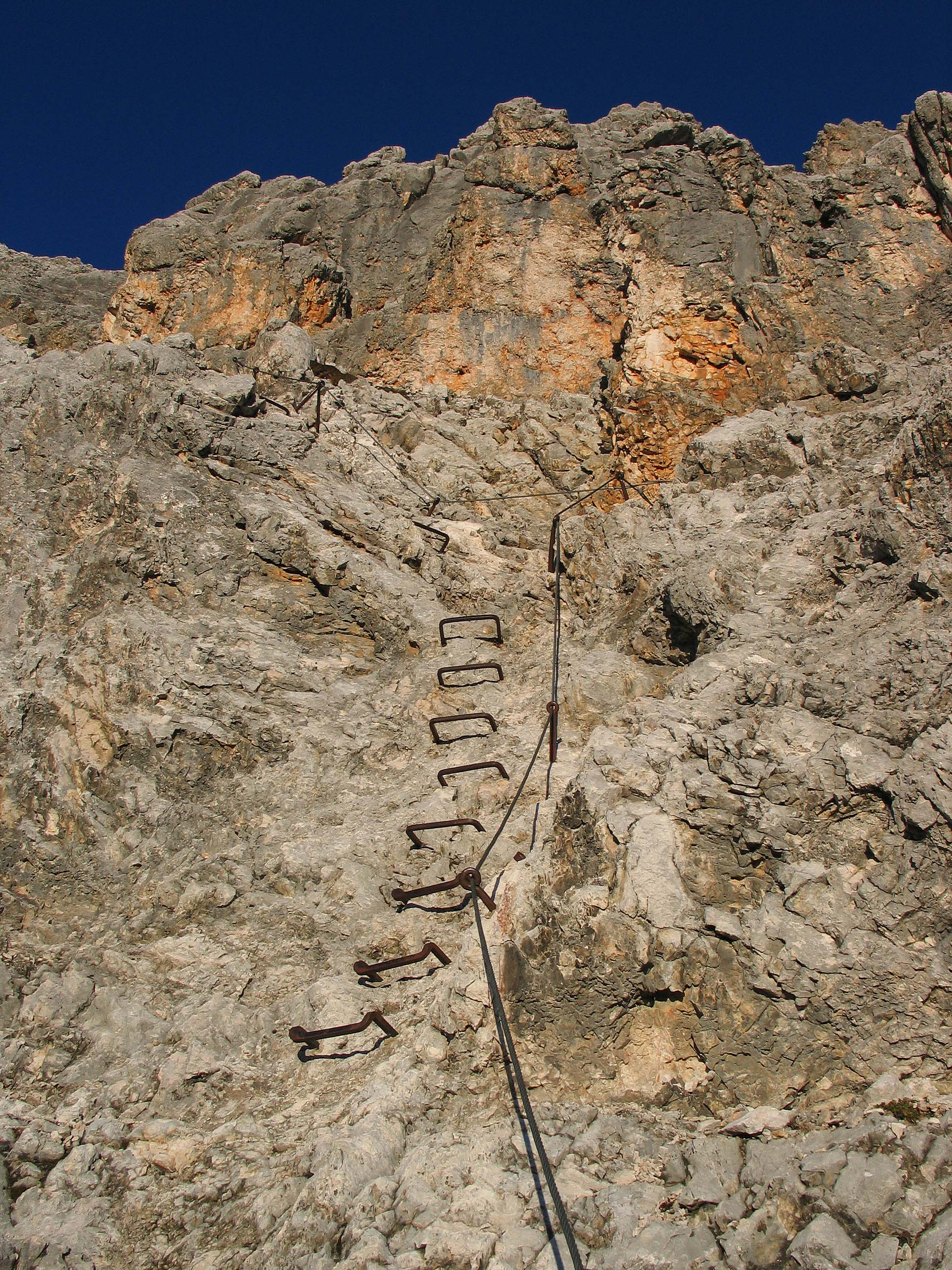
Salita della via Hermann von Barth
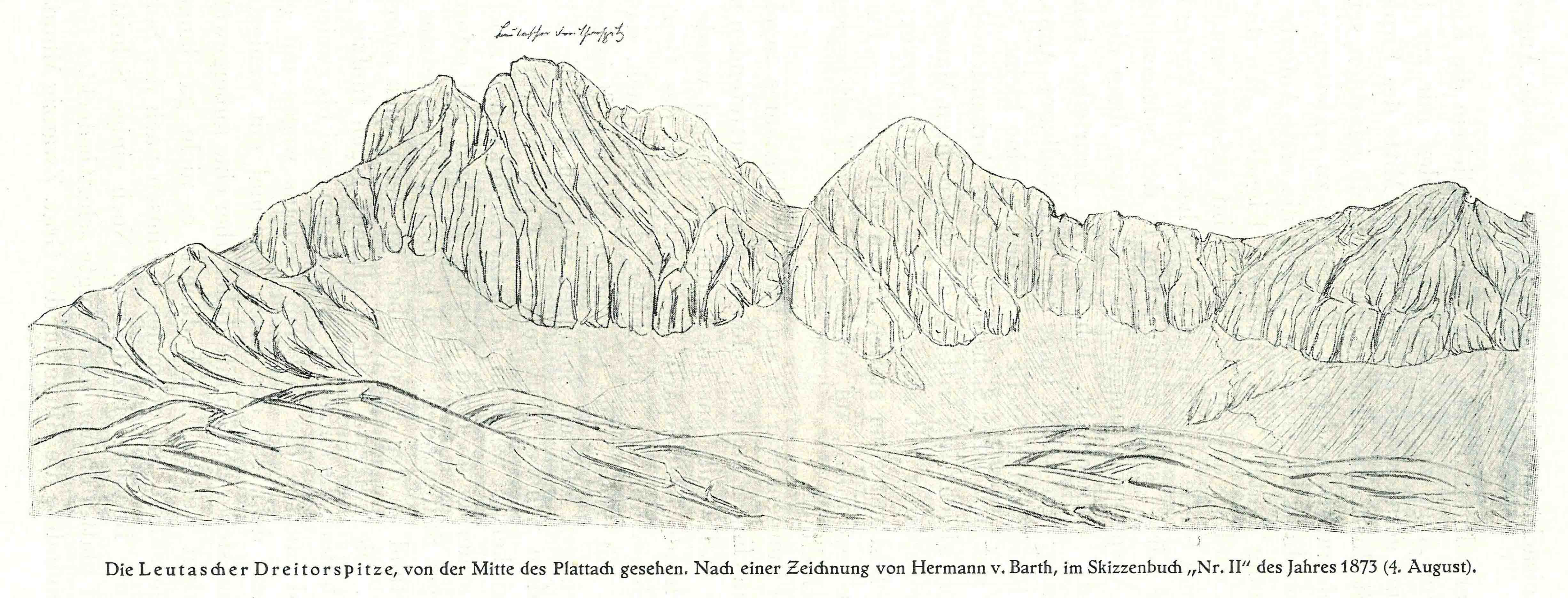
Disegno del Dreitorspitze di Leutasch fatto da H. v. Barth nel 1873
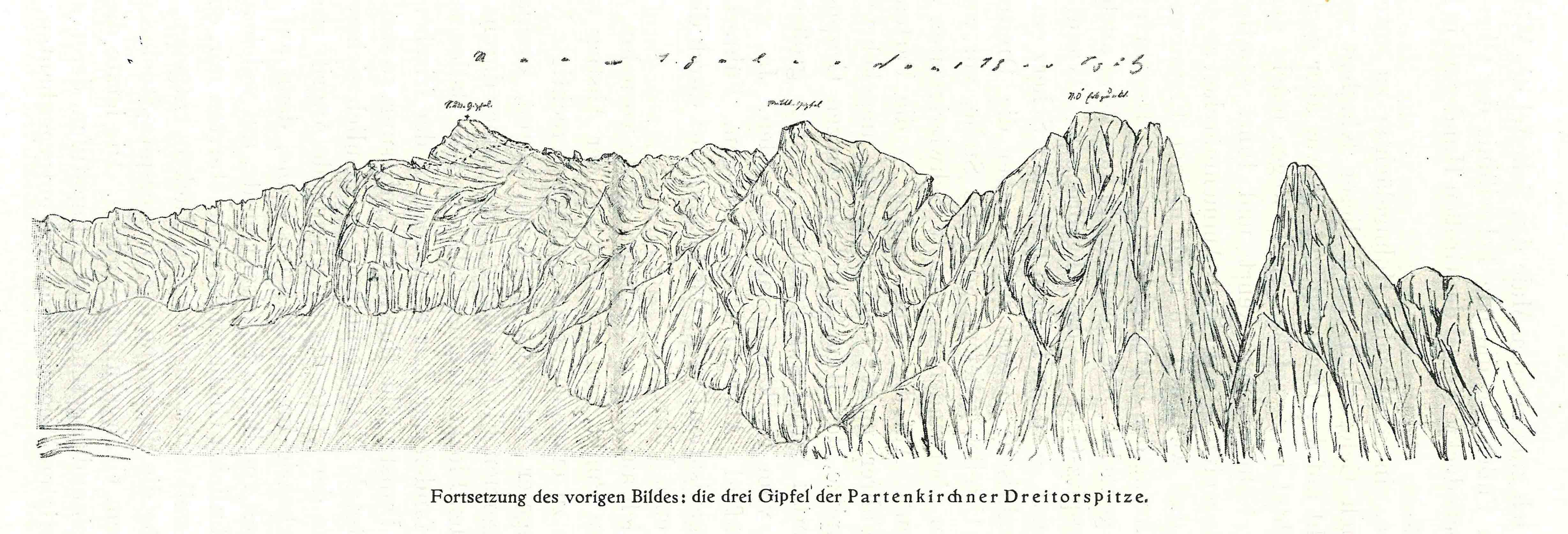
Disegno del Dreitorspitze di Partenkirchn fatto da H. v. Barth nel 1873